# 카스틸리오네도르차
카스틸리오네도르차(이탈리아어: Castiglione d'Orcia)는 이탈리아 토스카나주 시에나도에 있는 코무네다. 피렌체에서 남동쪽 90km, 시에나에서 남동쪽 40km 거리에 있다.

## 역사
이곳이 역사에서 처음 언급된 것은 알도브란데스키 가문의 소유였던 714년이다. 1252년에 독립 코무네가 되었지만, 1세기 후에 피콜로미니 가문이나 살림베니 가문 같은 강력한 귀족 가문에게 위탁을 받은 시에나 공화국에 의해 독립을 상실한다. 그후 카스틸리오네는 1861년 이탈리아 통일이 될때까지 토스카나 대공국의 영토가 되었다.